# Anoscopus albifrons
Anoscopus albifrons är en insektsart som först beskrevs av Carl von Linné 1758.  Anoscopus albifrons ingår i släktet Anoscopus, och familjen dvärgstritar. Arten är reproducerande i Sverige.